# ففففوند!
ففففوند! (بالإنجليزية: FFFFOUND!)‏ كان موقع مفضلة اجتماعية ياباني أسست في 2007 من قبل يوسوكي آبي وكيتا كيتامورا.
في 15 مايو 2017 تم إغلاق الموقع.